# Belgian Floorball Federation
De Belgian Floorball Federation (BFF) organiseert de floorballsport in België.

## Geschiedenis
De bond werd in 1995 opgericht door enkele vrijwillige afgevaardigden van diverse floorballclubs uit Vlaanderen. De eerste voorzitter werd Francis Van Bellingen. Samen richtten ze een eerste volwassenencompetitie op met de bestaande Vlaamse clubs. Doorheen de jaren sloten nieuw ontpopte clubs zich aan vanuit het hele land. Ook Waalse clubs sloten zich aan en de competitie werd uitgebreid tot een nationale competitie na slechts enkele jaren.
Tussen de jaren 2000 en 2008 wilde de BFF zoveel mogelijk nieuwe leden aantrekken. Rond 2010 werd dit dan ook een verplichte maatregel voor clubs die deelnamen aan de jeugdcompetitie. Dit bood ook de gelegenheid een tweede en later ook een derde nationale divisie op te richten voor volwassenen.
In diezelfde jaren slaagde de BFF er ook in een heus scheidsrechtersbestand aan te leggen waarvan de meeste scheidsrechters zelf spelers waren. Ook werd er een nationaal herenteam, damesteam en U-19 team opgericht.
Nadat de BFF tot rond 2007-08 vooral op vrijwillige basis werd gerund, werd vanaf dan een eerste deeltijds betaalde werkkracht in dienst genomen. Onder meer de boekhouding, competitieregeling, nationale en internationale communicatie, klassementsverwerking werden toegewezen aan hen.